# Yves Soutière
Yves Soutière (13 juillet 1964) est un acteur québécois.

## Biographie
Yves Soutière est acteur, chanteur et  réalisateur. 
De Nelligan de Michel Tremblay à Gala de Jean-Pierre Ferland, Yves Soutière a participé à plusieurs comédies musicales. 
Sur scène, il a été dans quelques classiques tels La Tempête Iphigénie et La nuit des rois et  aussi dans des productions contemporaines tels que Vue d'en haut, Le petit bois et plus récemment dans L’imposture. 
Soutière a aussi mis son talent d’acteur dans la création d’une série fétiche pour les enfants, Pin-Pon. Cette émission qui a été diffusée pendant deux ans a aussi engendré Pin-Pon, Le film ainsi qu’une série de spectacles. Il a remporté un prix Gémeaux en 1998 pour son rôle de Pin-Pin. À la télévision, Yves Soutière a été dans des séries populaires comme Paul, Marie, et les enfants, Des dames de cœur, Lance et Compte III, Au nom du père et du fils, Scoop IV, Réseaux, Bouscotte, Les Bougon, Casino et La Promesse.
Depuis quelques années, Yves a fait de la réalisation télévisuelle avec Dominique raconte I, II et III. Il a aussi réalisé Passage et Quelqu'un d'autre, deux courts-métrages.

## Filmographie
- 1986 : Des dames de cœur (série télévisée) : Marc Trudel
- 1989 : Lance et compte : Troisième saison (feuilleton TV) : Étienne Tremblay
- 1990 : Nelligan : L'opéra romantique (Théâtre et télévision) : Émile Nelligan (jeune)
- 1991 : Lance et compte : Le crime de Lulu (TV) : Étienne Tremblay
- 1991 : Lance et compte : Envers et contre tous (TV) : Étienne Tremblay
- 1992 : Scoop (série télévisée) : Philippe Charlebois
- 1993 : Au nom du père et du fils (série télévisée) : Docteur Lafresnière
- 1994 : Mourir d'amour (série télévisée) : Nouveau personnage à chaque épisode
- 1995 : 10-07: L'affaire Zeus (série télévisée) : Réjean Turcotte
- 1995 : Les grands procès (série télévisée) : Maître Letarte
- 1996 - 1998 : Pin-Pon (série télévisée) : Pin-Pin
- 1997 - 2001 : Bouscotte (série télévisée) : Charles Beauchemin
- 1998 : Réseaux (série télévisée) : Miville Morais
- 1999 : Pin-Pon : Le film : Pin-Pin
- 2002 : Tabou (série télévisée) : David Lavallée
- 2004 : CQ2 (Seek You Too) : Père Rachel
- 2005 - : American Dad! : Klaus Heissler
- 2006 : La Promesse (série télévisée) : Michel Daveluy
- 2017: L'heure bleue (série télévisée): Francois Provencher

2019: Une autre Histoire (série télévisée) Rémi-Pierre

## Doublage
- Jason Bateman dans :
  - Hancock (2008) : Ray Embrey
  - Essence (2009) : Joel Reynolds
  - L'échange (2010) : Wally Mars
  - Méchants Patrons (2011) : Nick Hendricks
  - Lui c'est moi (2011) : Dave Lockwood
  - Vol d'identité (2013) :  Sandy Patterson
  - Méchants Patrons 2 (2014) : Nick Hendricks
  - Le Cadeau (2015) : Simon
  - Agence de renseignement (2016) : Trevor J. Olson
  - Noël de folie au bureau (2016) : Josh
  - Soirée de jeux (2018) : Max
  - Air : Courtiser une légende (2023) : Rob Straesser
- John C. Reilly dans :
  - Chicago (2002) : Amos Hart
  - Eau trouble (2005) : Mr Murray
  - Les Nuits de Talladega: La Ballade de Ricky Bobby (2006) : : Cal Naughton Jr.
  - Walk Hard : L'Histoire de Dewey Cox (2007) : Dewey Cox
  - Demi-frères (2008) : Dale Doback
  - Les Gardiens de la Galaxie (2014) : Rhomann Dey
  - Kong: Skull Island (2017) : Hank Marlow
  - Stan et Ollie (2018) : Oliver Hardy
  - Holmes & Watson (2018) : Docteur John Watson

## Récompenses
- 1998  Prix Gémeaux de L'Académie canadienne du Cinéma et de la Télévision  de la meilleure interprétation dans une émission jeunesse  pour le rôle de Pin-Pin dans la série Pin-Pon